# Schloss Le Grand-Pressigny

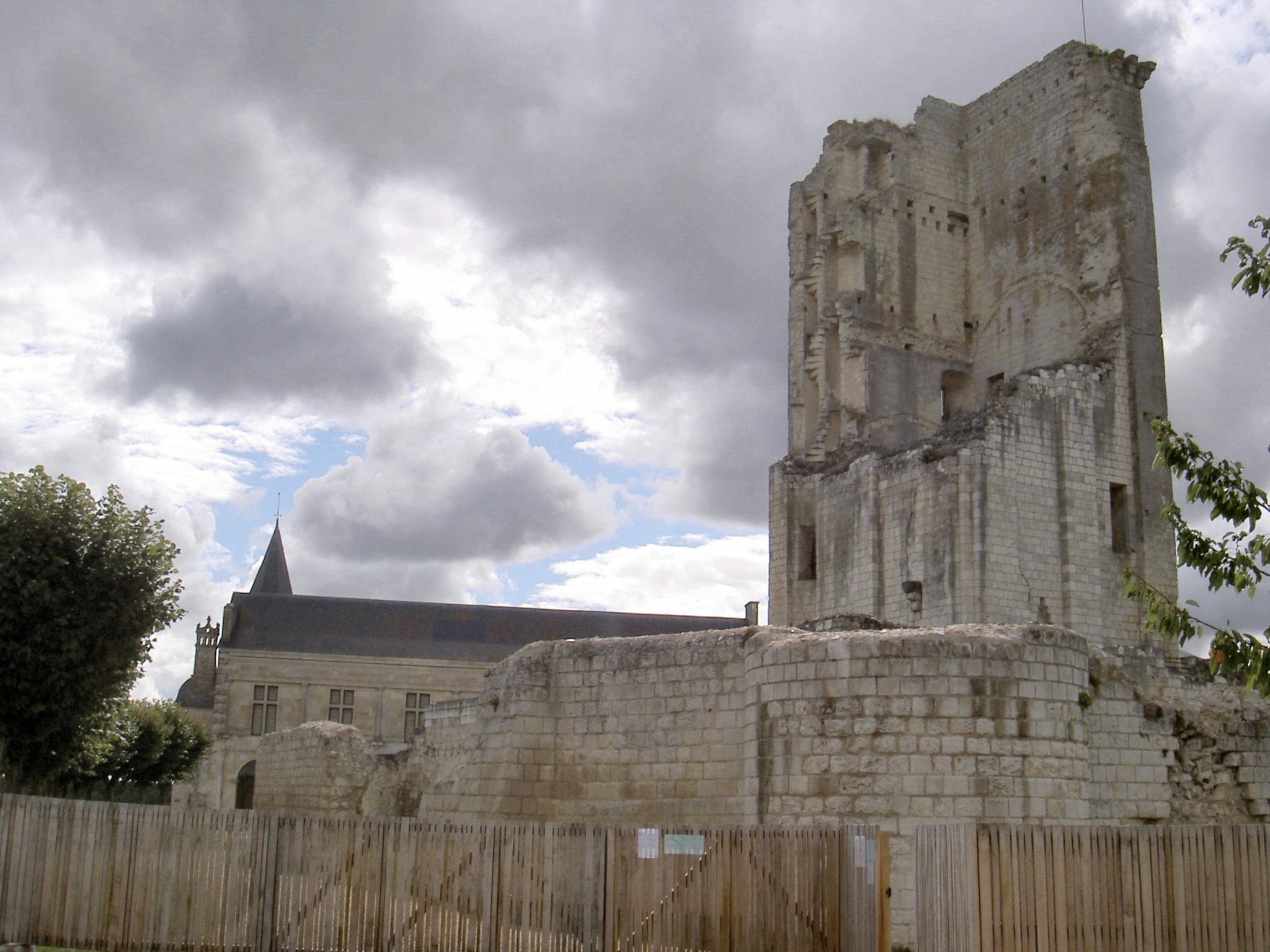
Ruine des Donjons

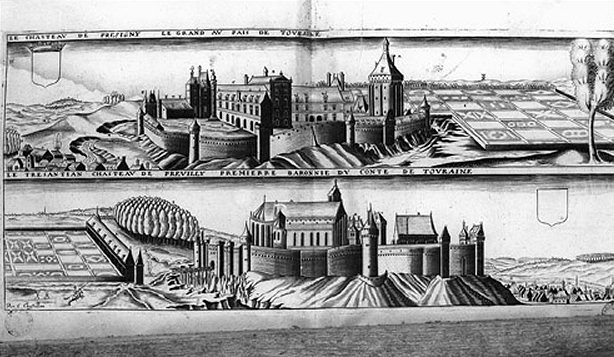
Schloss Le Grand-Pressigny auf einem Stich von Claude Chastillon aus dem 17. Jh.

Das Schloss Le Grand-Pressigny gehört zur französischen Gemeinde Le Grand-Pressigny im Département Indre-et-Loire in der Region Centre-Val de Loire. Die Ortschaft liegt am Zusammenfluss von Claise und Aigronne und wurde einst von der am Uferhang aufragenden, von Guillaume de Pressigny erbauten Burg beschützt. Teile der heutigen Schlossanlage wurden im Juli 1889 als Monument historique in die französische Denkmalliste aufgenommen.
Von der Burg sind die mit Rundtürmen besetzte Umfassungsmauer aus dem 14. Jahrhundert sowie das befestigte Tor erhalten, außerdem Reste des 34 Meter hohen, viereckigen Donjons, den Guillaume I. de Pressigny Ende des 12. Jahrhunderts erbaut hat. Letzterer wurde 1204 zum Bannerherrn des französischen Königs Philipp II. ernannt.
Um 1550 wurde die Anlage von Honorat II. de Savoie, marquis de Villars, einem Cousin des französischen Königs Franz I., im Stil der italienischen Renaissance zu einer Residenz ausgebaut. Der Wohntrakt, der in der Mitte des „Neuen Schlosses“ Hof und Vorhof trennt, stammt vielleicht aus den Jahren um 1520. Teile wurden 1560 umgebaut: der sonderbar anmutende, mit Pechnasen besetzte und von einer Kuppel gekrönte sogenannte „Vironne-Turm“, dann die Ädikula über einem Brunnen am Fuß des Donjons und vielleicht der zwischen Hof und Wirtschaftshof gelegene Flügel mit Portikus im Parterre und Galerie im Obergeschoss.
Das Schloss Le Grand-Pressigny beherbergt heute das 1910 gegründete „Musée departemental de Préhistoire“. Ausgestellt sind dort vorgeschichtliche Funde von Ausgrabungen in der Touraine, die einen Einblick in die Techniken der Steinbearbeitung vermitteln, denn in der näheren Umgebung gab es am Ende des Neolithikums zahlreiche Werkstätten, in denen Feuersteinklingen in Serie zum Teil für den „Export“ hergestellt wurden. Der Coeur de Birette ist ein im Garten der Anlage aufgestellter Polissoir zum Schleifen von Klingen aus Feuerstein. Eine kleine paläontologische Abteilung des Museums enthält Fossilien, die in der Touraine und insbesondere in den Ablagerungen nördlich und südlich der Loire gefunden worden sind.